# Thomas Bladon
Thomas George Bladon (né le 29 décembre 1952 à Edmonton, en Alberta au Canada) est un joueur professionnel canadien de hockey sur glace. Il remporte la Coupe du Président de la Ligue de hockey de l'Ouest en 1971 et 1972 avec les Oil Kings d'Edmonton avant de rejoindre les Flyers de Philadelphie en 1972. Il remporte avec eux deux Coupes Stanley en 1974 et 1975.

## Biographie
Bladon débute en jouant dans la Ligue de hockey junior de l'Alberta avec les Maple Leafs d'Edmonton en 1969-1970. Lors de la saison suivante, il rejoint les Oil Kings d'Edmonton de la Ligue de hockey de l'Ouest du Canada ; les joueurs d'Edmonton terminent en tête de la saison régulière puis ils gagnent la finale des séries éliminatoires et remportent la Coupe du Président. Les Oil Kings terminent une nouvelle fois premiers de la LHOC lors de la saison 1971-1972 puis également la Coupe du Président. Edmonton participe aux finales de la Coupe Memorial de 1971 et de 1972 mais sans réussir à remporter le trophée.
Au cours de l'été qui suit, il participe au repêchage amateur dans la Ligue nationale de hockey de 1972 et est choisi lors du deuxième tour ; 23e joueur sélectionné, il est le deuxième choix des Flyers de Philadelphie après Bill Barber.
Il rejoint l'équipe de la LNH lors de la saison suivante, inscrivant une quarantaine de points. Il remporte avec eux la Coupe Stanley lors de la saison 1973-1974 puis lors de la saison suivante. Il quitte les Flyers en juin 1978 et rejoint les Penguins de Pittsburgh pour la saison 1978-1979 mais au cours de la saison 1980-1981, il change trois fois d'équipes en jouant pour les Oilers d'Edmonton, les Jets de Winnipeg avant de finir la saison dans l'organisation des Red Wings de Détroit ; il joue une quarantaine de rencontres lors de la saison de la Ligue américaine de hockey avec les Red Wings d'Adirondack avant d'arrêter sa carrière.

## Statistiques
| Saison     | Équipe                 | Ligue          |     | Saison régulière | Saison régulière | Saison régulière | Saison régulière | Saison régulière |   | Séries éliminatoires | Séries éliminatoires | Séries éliminatoires | Séries éliminatoires | Séries éliminatoires |
| Saison     | Équipe                 | Ligue          | PJ  | B                | A                | Pts              | Pun              | PJ               | B | A                    | Pts                  | Pun                  |                      |                      |
| 1969-1970  | Maple Leafs d'Edmonton | LHJA           | 46  | 12               | 17               | 29               | 115              | -                | - | -                    | -                    | -                    |                      |                      |
| 1970-1971  | Oil Kings d'Edmonton   | LHOC           | 66  | 13               | 25               | 38               | 124              | 14               | 5 | 6                    | 11                   | 46                   |                      |                      |
| 1971-1972  | Oil Kings d'Edmonton   | LHOC           | 65  | 11               | 44               | 55               | 90               | 16               | 6 | 7                    | 13                   | 10                   |                      |                      |
| 1972       | Oil Kings d'Edmonton   | Coupe Memorial | -   | -                | -                | -                | -                | 2                | 0 | 1                    | 1                    | 4                    |                      |                      |
| 1972-1973  | Flyers de Philadelphie | LNH            | 78  | 11               | 31               | 42               | 26               | 11               | 0 | 4                    | 4                    | 2                    |                      |                      |
| 1973-1974  | Flyers de Philadelphie | LNH            | 70  | 12               | 22               | 34               | 37               | 16               | 4 | 6                    | 10                   | 25                   |                      |                      |
| 1974-1975  | Flyers de Philadelphie | LNH            | 76  | 9                | 20               | 29               | 54               | 13               | 1 | 3                    | 4                    | 12                   |                      |                      |
| 1975-1976  | Flyers de Philadelphie | LNH            | 80  | 14               | 23               | 37               | 68               | 16               | 2 | 6                    | 8                    | 14                   |                      |                      |
| 1976-1977  | Flyers de Philadelphie | LNH            | 80  | 10               | 43               | 53               | 39               | 10               | 1 | 3                    | 4                    | 4                    |                      |                      |
| 1977-1978  | Flyers de Philadelphie | LNH            | 79  | 11               | 24               | 35               | 57               | 12               | 0 | 2                    | 2                    | 11                   |                      |                      |
| 1978-1979  | Penguins de Pittsburgh | LNH            | 78  | 4                | 23               | 27               | 64               | 7                | 0 | 4                    | 4                    | 2                    |                      |                      |
| 1979-1980  | Penguins de Pittsburgh | LNH            | 57  | 2                | 6                | 8                | 35               | 1                | 0 | 1                    | 1                    | 0                    |                      |                      |
| 1980-1981  | Oilers d'Edmonton      | LNH            | 1   | 0                | 0                | 0                | 0                | -                | - | -                    | -                    | -                    |                      |                      |
| 1980-1981  | Jets de Winnipeg       | LNH            | 9   | 0                | 5                | 5                | 10               | -                | - | -                    | -                    | -                    |                      |                      |
| 1980-1981  | Red Wings de Détroit   | LNH            | 2   | 0                | 0                | 0                | 2                | -                | - | -                    | -                    | -                    |                      |                      |
| 1980-1981  | Red Wings d'Adirondack | LAH            | 41  | 3                | 15               | 18               | 28               | 18               | 3 | 3                    | 6                    | 16                   |                      |                      |
| Totaux LNH | Totaux LNH             | Totaux LNH     | 610 | 73               | 197              | 270              | 392              | 86               | 8 | 29                   | 37                   | 70                   |                      |                      |

## Trophées et honneurs personnels
- 1970-1971 : remporte la Coupe du Président avec les Oil Kings d'Edmonton
- 1971-1972 : remporte la Coupe du Président avec les Oil Kings d'Edmonton
- 1973-1974 : remporte la Coupe Stanley avec les Flyers de Philadelphie
- 1974-1975 : remporte la Coupe Stanley avec les Flyers de Philadelphie